# Ralph Erskine
Ralph Erskine (Londra, 24 febbraio 1914 – Drottningholm, 16 marzo 2005) è stato un architetto inglese naturalizzato svedese.

## Biografia

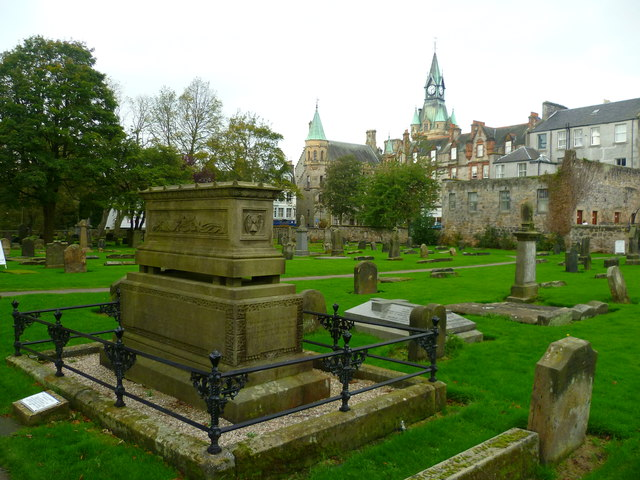
Tomba.

L'architetto britannico Ralph Erskine è stato un teorico e progettista dell'architettura organica e sociale che ha espresso un concetto umanistico dello spazio, orientato dal fabianesimo e influenzato dal modernismo pragmatico legato al funzionalismo svedese. Era famoso per i suoi progetti originali, spesso avveniristici, come la città subartica.
Studiò architettura presso l'Università di Westminster a Londra diretto da Thornton White, uno dei suoi compagni di studio fu Gordon Cullen, noto come illustratore, urbanista e teorico dell'architettura. Partì in Svezia nel maggio del 1939, tre mesi prima dell'invasione della Polonia da parte del terzo Reich tedesco, dove svolse la gran parte della sua carriera come architetto, e vi rimase a vivere fino al marzo del 2005 dove morì a 91 anni.
Celebre per la sua filosofia progettuale improntata a criteri di partecipazione. Tra le sue opere più famose spiccano il complesso residenziale nella città britannica di Newcastle, denominato Byker Wall, l'aula magna e altri edifici dell'università di Stoccolma, il nuovo complesso abitativo progettato per l'Expo Bo01 a Malmö, il cui progetto è stato presentato alla Biennale di Venezia del 2000.